# Grzegorz Wilk
Grzegorz Wilk (ur. 27 października 1973 w Grodkowie) – polski piosenkarz, aktor, kompozytor i autor tekstów.

## Życiorys
Z wykształcenia jest nauczycielem techniki i informatyki oraz socjologiem. Ponadto ukończył specjalizację francuską na Wydziale Filologii Polskiej Uniwersytetu Opolskiego. Posiada również kwalifikacje i uprawnienia dziennikarza radiowego oraz technika dentystycznego.
W 1997 został laureatem programu Szansa na sukces, w którym wykonał piosenkę „On nie jest cham” z repertuaru zespołu Piersi. W 2002 zdobył Grand Prix Międzynarodowego Festiwalu Piosenki Greckiej w Zgorzelcu. W latach 2004–2008 był solistą i aktorem wrocławskiego Teatru Muzycznego Capitol, w którym odgrywał główne role m.in. w spektaklach: Scat, Galeria i Gorączka, My Fair Lady, a także warszawskiego teatru Syrena, gdzie wcielił się w rolę Stacee Jaxxa w musicalu "Rock of Ages" ( 2019-2022). W latach 2006–2008 był wokalistą w programie TVN Szymon Majewski Show, a w 2018 showmanem w programie "Następny proszę" na antenie TV4.
Od 2005 do 2019 był solistą w programie TVP1 Jaka to melodia?. Współpracował z artystami, takimi jak: Włodzimierz Korcz, Alicja Majewska, Zbigniew Wodecki, Krzysztof Krawczyk, Ryszard Rynkowski, Leszek Możdżer, Marek Bałata, Robert Janowski, Paweł Kukiz, Paulina Przybysz, Doniu. Od 2007 występuje jako solista w oratoriach Piotra Rubika, z którym koncertował w Polsce, Słowacji, USA i Kanadzie. Był współtwórcą, wokalistą i autorem tekstów zespołu Electrolit.
Od 2013 występuje w edycjach Koncertu Niepodległości organizowanych w Muzeum Powstania Warszawskiego.
W lutym 2014 wydał debiutancki, solowy album studyjny pt. Wolf – floW. W 2015 zajął trzecie miejsce w finale trzeciej edycji programu rozrywkowego Polsatu Twoja twarz brzmi znajomo.
Od 2015 nagrywa. Do 2020 śpiewał w zespole Romuald Lipko Band wraz z Felicjanem Andrzejczakiem i Izabelą Trojanowską.
W latach 2017–2018 nagrał Kolędy i Pastorałki przez cały rock, antologię polskiej kolędy i pastorałki w aranżacji Jakuba Mitoraja. W 2019 wystąpił również w Oratorium o Gdańsku do muzyki Marcina Nierubca „Wschód Zachodu”. Z zespołem rockowym NaVi nagrał płytę, która ukazała się w grudniu 2020.

## Dyskografia
Albumy solowe
- Wolf–Flow (2014)
- Kolędy przez cały rock (2017)
- Pastorałki przez cały rock (2018)
- NaVi i Grzegorz Wilk (2020)
- Baczyński (2021)

Albumy nagrane z Piotrem Rubikiem
- Habitat, moje miejsce na ziemi (2008)
- The best of Piotr Rubik (2008)
- Kolędy i pastorałki (2008)
- Santo Subito (2009)
- Opisanie świata (2011)
- Złota kolekcja (2014)
- Kantata Polska (2020)

Gościnnie na płytach innych wykonawców
- Bo ma duszę nasz dom Ernesta Brylla i Stanisława Fiałkowskiego (2004)
- Pod prąd (2007), album zespołu Big-Bit
- Patroni Europy i Polski. Artyści polscy Janowi Pawłowi II w hołdzie (2009)
- Golgota Polska. Artyści polscy Janowi Pawłowi II w hołdzie (2010)[4] W. Korcz i A. Zarycki (także koncert telewizyjny)
- „Święty” – Artyści Janowi Pawłowi II płyta i koncert telewizyjny – W. Korcz i Z. Konieczny (także koncert telewizyjny)
- DialogiMuzyka (2011), Doniu
- Krajobraz rzeczy pięknych (2013), Andrzej Zarycki
- „You’ll Never Be Alone” ze ścieżki dźwiękowej do filmu Kochaj i tańcz (2009)
- „Czas człowieka” z albumu pt. I love Christmas: Marek Sierocki przedstawia (2012)
- 2013  – „Krajobraz Rzeczy Pięknych” – A. Zarycki (piosenka „Swing na Relaks”)
- Koncert Niepodległości (2016)
- Pastorałki pod choinką, pod jemiołą (2016), Romuald Lipko
- Koncert Niepodległości – Niepokorne (2018)
- "Wieczny żeglarz" utwór z płyty zespołu Tipsy Train "Twój czas" (2019)
- longplay zespołu "NaVi"- Wszystkiemu wbrew".(2022)
- „Równanie serca”- oratorium o Julianie Przybosiu- muz.Włodzimierz Korcz, sł. Monika Partyk-  (2023)